# Ibarac
Ibarac (en serbe cyrillique : Ибарац) est un village du nord du Monténégro, dans la municipalité de Rožaje.

## Démographie

### Évolution historique de la population
| 1948 | 1953 | 1961 | 1971 | 1981  | 1991  | 2003  | 2008  |
| ---- | ---- | ---- | ---- | ----- | ----- | ----- | ----- |
| 431  | 667  | 799  | 882  | 1 857 | 2 445 | 2 877 | 3 026 |